# Мішелль Кроппен
Мішелль Кроппен (нім. Michelle Kroppen, нар. 19 квітня 1996) — німецька лучниця, срібна призерка Олімпійських ігор 2024 року, бронзова призерка Олімпійських ігор 2020 року.

## Виступи на Олімпіадах
| Олімпіада  | Дисципліна                | Місце |
| ---------- | ------------------------- | ----- |
| Токіо 2020 | індивідуальна першість    | 17    |
| Токіо 2020 | командна першість         | 3     |
| Токіо 2020 | змішана командна першість | 9     |
| Париж 2024 | індивідуальна першість    | 9     |
| Париж 2024 | командна першість         | 5     |
| Париж 2024 | змішана командна першість | 2     |

## Зовнішні посилання
- Мішелль Кроппен на сайті World Archery (англійська)
- Мішелль Кроппен на сайті Olympics.com (англійська)
- Мішелль Кроппен на сайті Olympedia (англійська)
- Мішелль Кроппен на сайті German Olympic Committee (німецька)